# Chrístos Tapoútos
Chrístos Tapoútos (grec moderne : Χρήστος Ταπούτος), né le 21 septembre 1982, à Thessalonique, en Grèce, est un joueur grec de basket-ball. Il évolue aux postes d'ailier et d'ailier fort. Sa taille est 
de 2,06 m,.

## Palmarès
- All-Star de la ligue grecque 2001, 2004, 2011
- Champion de Grèce 2002
- 3e du Championnat d'Europe des 18 ans et moins 2000
- Vainqueur du Championnat d'Europe des 20 ans et moins 2002
- Finaliste des Jeux méditerranéens 2001 et 2005